# Alastor Dolleman
Alastor "Dwaaloog" Dolleman (Engels: Alastor "Mad-Eye" Moody) is een personage uit de Harry Potterboekenreeks van J.K. Rowling. Hij is een voormalig Schouwer en lid van de Orde van de Feniks.
In zijn werk als Schouwer verloor Dolleman een oog, een been en een deel van zijn neus tijdens het bevechten van de Zwarte Kunsten. Hij is voorzichtig, sommigen zouden zeggen paranoïde, en weigert iets te eten of te drinken wat hij niet zelf heeft bereid. Hij heeft een "magisch" oog dat hem 360 graden zicht geeft, hij kan er ook mee door deuren, muren, zijn eigen achterhoofd en Onzichtbaarheidsmantels kijken. Het oog heeft hem de bijnaam "Dwaaloog" opgeleverd. 
De naam Alastor komt van een wat onbekendere godheid uit de Griekse mythologie, die van de wraak.
In de films wordt de rol van Dolleman gespeeld door Brendan Gleeson.

## Dolleman in de boeken

### Harry Potter en de Vuurbeker
In het vierde boek werd Dolleman aangesteld als leraar Verweer Tegen de Zwarte Kunsten. Voordat het schooljaar begon werd Dolleman in een kist opgesloten door Bartolomeus Krenck Jr., een trouwe volgeling van Heer Voldemort, die een Wisseldrank gebruikte om de gedaante van Dolleman aan te nemen en zo kon infiltreren op Zweinstein. Dolleman dankt zijn leven aan het feit dat een van de ingrediënten van de Wisseldrank een stukje van de persoon is waarin men wil veranderen, zoals een plukje haar. Doordat Dolleman de gewoonte heeft altijd alleen maar uit zijn eigen heupflesje te drinken, viel het niet op dat Krenck steeds de Wisseldrank moest drinken: niemand vond het verdacht.
Op de avond van de laatste opdracht in het Toverschool Toernooi probeerde Krenck Harry Potter te vermoorden. Hij werd echter tegengehouden door Professor Perkamentus, Professor Anderling en Professor Sneep. Doordat Krenck in alle consternatie was vergeten ieder uur de Wisseldrank in te nemen, veranderde hij weer in zichzelf en biechtte hij alles op onder invloed van de waarheidsdrank Veritaserum, gemaakt door Sneep. Perkamentus redde de echte Dolleman uit de kist waarin hij al negen maanden opgesloten had gezeten.

### Harry Potter en de Orde van de Feniks
Harry ontmoet de echte Dolleman pas vlak voor zijn vijfde jaar op Zweinstein, wanneer een grote groep leden van de Orde van de Feniks (waaronder Romeo Wolkenveldt, Nymphadora Tops en Remus Lupos) Harry ophaalt uit het huis van zijn oom en tante om hem naar Londen te brengen.
In de film is Dollemans neus nog steeds intact. In het boek wordt Edwin Roselier als schuldige aangewezen voor het verlies van Dollemans neus, in de film wordt het verlies van Dollemans oog aan Roselier toegewezen.

### Harry Potter en de Relieken van de Dood
Alastor Dolleman wordt tijdens het vervoer van Harry Potter vermoord door Voldemort. Hij valt van zijn bezem. Het lichaam kan later niet terug worden gevonden. Het magische oog van Dolleman blijkt na zijn dood dienst te doen als kijkgat in de deur van Dorothea Omber in het Ministerie van Toverkunst om haar werknemers in de gaten te kunnen houden. Harry Potter neemt het mee en begraaft het in het bos waar ze verbleven.